# Aldehuela del Carracillo
Aldehuela del Carracillo fue una localidad de la provincia de Segovia, perteneciente a la Comunidad de Villa y Tierra de Cuéllar, actual comunidad autónoma de Castilla y León, España. Su término municipal se halla integrado en la actualidad en la localidad de Narros de Cuéllar, dependiente del municipio de Samboal.
Se hallaba emplazado en el Sexmo de La Mata, y estaba situado dentro del actual término de Narros de Cuéllar, a 2.300 metros al N/NO de este lugar, lindando con el término de Fresneda de Cuéllar, en el camino que lleva al pago de San Antonio.
Su iglesia estaba dedicada a San Pedro, y se despobló en el siglo XVII, apareciendo ya como tal en 1639.